# Abilene (Kansas)
Abilene é uma cidade localizada no estado americano de Kansas, no Condado de Dickinson. Desenvolveu-se no século XIX como centro granadeiro e ferroviário.

## Demografia
Segundo o censo americano de 2000, a sua população era de 6543 habitantes. 
Em 2006, foi estimada uma população de 6444, um decréscimo de 99 (-1.5%).

## Geografia
De acordo com o United States Census Bureau, a cidade tem uma área de 10,7 km², dos quais 10,7 km² cobertos por terra e 0,0 km² cobertos por água. Abilene localiza-se a aproximadamente 352 m acima do nível do mar.

## Localidades na vizinhança
O diagrama seguinte representa as localidades num raio de 28 km ao redor de Abilene. 